# David Oyelowo
David Oyelowo est un acteur britannico-américain né le 1er avril 1976 à Oxford.
Il est connu pour le rôle de Danny Hunter dans la série d'espionnage MI-5 de 2002 à 2004. Au cinéma, son interprétation du révérend Martin Luther King dans Selma lui vaut une nomination au Golden Globe du meilleur acteur en 2015.

## Biographie

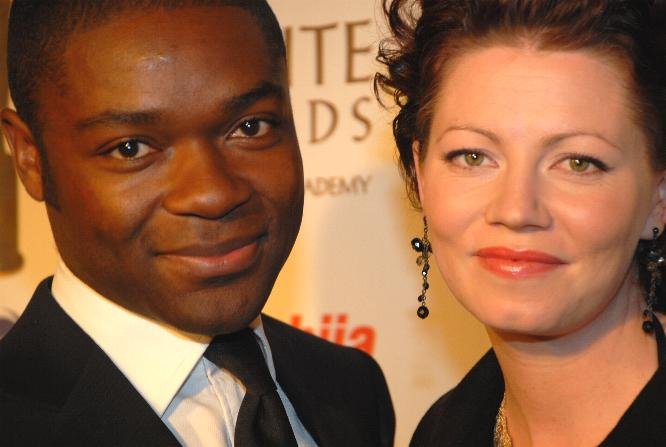
David Oyelowo avec sa femme l'actrice Jessica Oyelowo en 2011.

David Oyetokunbo Oyelowo est né le 1er avril 1976 à Oxford, de parents d'origine nigériane venant du peuple yoruba. Il suit des études d'art dramatique à City and Islington College, où un professeur lui conseille de devenir acteur.

## Filmographie

### Acteur

#### Cinéma
- 2001 : Dog Eat Dog de Moody Shoaibi : CJ
- 2002 : Tomorrow La Scala ! de Francesca Joseph : Charlie
- 2004 : End of the Line de Max Pugh (court métrage): Commuter
- 2005 : Un coup de tonnerre (A Sound of Thunder) de Peter Hyams : Payne
- 2005 : Le Témoin du marié de Stefan Schwartz : Graham
- 2005 : Dérapage de Mikael Hafström : officier Patrol
- 2006 : American Blend de Varun Khanna : Mercury
- 2006 : Shoot the Messenger de Ngozi Onwurah : Joseph Pascale
- 2006 : Le Dernier Roi d'Écosse de Kevin Macdonald : Dr Junju
- 2006 : Comme il vous plaira de Kenneth Branagh : Orlando De Boys
- 2008 : Who Do You Love? de Jerry Zaks : Muddy Waters
- 2009 : Rage de Sally Potter : Homer
- 2011 : La Planète des singes : Les Origines de Rupert Wyatt : Steve Jacobs
- 2011 : La Couleur des sentiments de Tate Taylor : le pasteur Green
- 2012 : 96 Minutes de Aimee Lagos : Duane
- 2012 : Red Tails d'Anthony Hemingway : Joe « Lightning » Little
- 2012 : Middle of Nowhere de Ava DuVernay : Brian
- 2012 : Paperboy de Lee Daniels : Yardley Acheman
- 2012 : Jack Reacher de Christopher McQuarrie : Emerson
- 2012 : Lincoln de Steven Spielberg : le caporal Ira Clark
- 2013 : Complicit de Niall MacCormick : Edward Ekubo
- 2013 : Le Majordome (The Butler) de Lee Daniels : Louis Gaines
- 2013 : Nina de Cynthia Mort : Clifton Henderson
- 2014 : Nightingale de Elliott Lester : Peter Snowden
- 2014 : Default de Simon Brand : Atlas
- 2014 : Interstellar de Christopher Nolan : le principal
- 2014 : A Most Violent Year de J. C. Chandor : Lawrence
- 2015 : Selma d'Ava DuVernay : Martin Luther King
- 2015 : Fives Nights in Maine de Maris Curran : Sherwin
- 2015 : Captive de Jerry Jameson : Brian Nichols
- 2016 : Nina de Cynthia Mort : Clifton Henderson
- 2016 : A United Kingdom d'Amma Asante : Seretse Khama
- 2016 : Queen of Katwe de Mira Nair : Robert Katende
- 2018 : The Cloverfield Paradox de Julius Onah : Kiel
- 2018 : Gringo de Nash Edgerton : Harold Soyinka
- 2019 : Don't Let Go de Jacob Estes : Jack Radcliff
- 2020 : Minuit dans l'univers (The Midnight Sky) de George Clooney : Adewole
- 2020 : L’Homme de l’eau (en) (The Water Man) de lui-même : Amos Boone
- 2021 : Chaos Walking de Doug Liman : Aaron
- 2022 : Coup de théâtre (See How They Run) de Tom George : Mervyn Cocker-Norris
- 2023 : Role Play de Thomas Vincent : Dave Brackett
- 2023 : The After - L'Après de Misan Harriman , scenaristes John Julius Schwabach et Misan Harrian: Dayo, rôle principal

- 2024 : The Book of Clarence de Jeymes Samuel

#### Télévision
- 1998 : Brothers and Sisters : Lester Peters
- 2002-2004 : MI-5 (Spooks) : Danny Hunter
- 2008 : The Passion (en) : Joseph
- 2008 : Un cœur à l'écoute (Sweet Nothing in My Ear) de Joseph Sargent : Leonard Grisham
- 2008 : L'Agence no 1 des dames détectives
- 2011 : The Good Wife : Juge Edward Weldon
- 2012 : Complicit : Edward Ekubo
- 2014-2018 : Star Wars Rebels : Agent Kallus
- 2018 : Les Misérables (en) : Javert (6 épisodes)
- 2021 : The Girl Before : Edward (4 épisodes)
- 2022 : Ten Percent (en) : lui-même
- 2023 : Silo : le shérif Holston
- 2023 : Lawmen : L'Histoire de Bass Reeves (Lawmen: Bass Reeves) (série TV) : Bass Reeves

### Réalisateur
- 2009 : Big Guy (court métrage)
- 2020 : L’Homme de l’eau (en) (The Water Man)

## Distinctions

### Récompenses
- NAACP Image Awards 2014 : Meilleur acteur dans un second rôle pour Le Majordome

### Nominations
- Golden Globes 2015 : meilleur acteur dans un film dramatique pour Selma
- Satellite Awards 2015 : meilleur acteur pour Selma
- Golden Globes 2024 : Meilleur acteur dans une mini-série ou un téléfilm pour Lawmen : Bass Reeves

## Voix francophones
En France, Jean-Baptiste Anoumon est la voix régulière de David Oyelowo. Gilles Morvan et Daniel Njo Lobé l'ont doublé à trois reprises tandis que Nessym Guetat lui a prêté sa voix à deux occasions.
Au Québec, l'acteur n'a pas de voix régulière, bien que Marc-André Bélanger l'ait doublé à trois occasions.